# Vinny Pazienza
Vinny Pazienza (* 16. Dezember 1962 in Cranston als Vincenzo Edward Pazienza, auch bekannt als Vinny Paz) ist ein ehemaliger US-amerikanischer Profiboxer italienischer Abstammung. Er war der erste Boxer, der einen anerkannten WM-Titel im Leichtgewicht (IBF) und später Halbmittelgewicht (WBA) gewinnen konnte. Darüber hinaus trug er im Supermittelgewicht die Weltmeistertitel der international weniger bedeutenden Verbände IBO, IBC und WBU, weshalb er oftmals als fünffacher Weltmeister dreier Gewichtsklassen tituliert wird.
Aufgrund seines aggressiven und aktionsreichen Boxstils erhielt er in Anlehnung an den Tasmanischen Teufel (en: Tasmanian Devil) den Kampfnamen „Pazmanian Devil“. Bekanntheit erlangte er zudem für sein erfolgreiches Comeback nach einem Genickbruch 1991, welches vom Ring Magazine zum Comeback of the Year gewählt wurde. 2016 erschien der Film Bleed for This, der von der Karriere von Vinny Pazienza handelt. Er wird dabei von Miles Teller gespielt.

## Amateurkarriere
Vinny Pazienza begann bereits in frühen Kinderjahren mit dem Boxen. 1979 gewann er die New England Golden Gloves, 1981 wurde er US-amerikanischer Meister im Leichtgewicht und boxte im Nationalteam. Sein Amateurrekord beläuft sich auf 100 Siege und 12 Niederlagen.

## Profikarriere
Seine Karriere als Profiboxer startete er am 26. Mai 1983 durch einen K.-o.-Sieg in der vierten Runde über den Debütanten Alfredo Rivera. Auch seine nächsten 13 Kämpfe konnte er gewinnen, davon elf vorzeitig. Seine erste Niederlage erlitt er völlig überraschend am 1. Dezember 1984 gegen den Franzosen Abdelkader Marbi. Marbi blieb in seiner Boxkarriere zwar erfolglos, war jedoch mit einer Bilanz von 14 Siegen und 3 Niederlagen, Pazienzas bis dahin stärkster Gegner.
Durch acht Siege in Folge gegen starke Gegner, darunter Jeff Bumpus (19-2), Joe Frazier junior (Sohn von Joe Frazier), Ex-IBF-Weltmeister Harry Arroyo (29-2), den ungeschlagenen Nelson Bolanos (31-0) und den zweifachen WM-Herausforderer Roberto Elizondo (31-5), erhielt er die Möglichkeit auf den IBF-WM-Titel im Leichtgewicht. Diesen gewann er am 7. Juni 1987 durch einstimmigen Punktesieg über den ungeschlagenen Titelträger Greg Haugen (19-0). Doch schon im direkten Rückkampf am 6. Februar 1988, verlor er gegen Haugen durch Punkteniederlage und damit auch seinen Titel.
Nach zwei vorzeitigen Aufbausiegen, boxte er am 7. November 1988 um den WBC-Weltmeistertitel im Halbweltergewicht, verlor jedoch durch Punkteniederlage gegen Roger Mayweather (33-5). Nach drei weiteren vorzeitigen Siegen erhielt er am 3. Februar 1990 die Chance auf den WBO-Weltmeistertitel im Halbweltergewicht. Doch auch diesen Kampf verlor er durch Punkteniederlage gegen den Titelträger Héctor Camacho (36-0).
Nach einem erneuten Sieg gegen Greg Haugen, boxte er am 1. Dezember 1990 gegen Loreto Garza (27-1) um den WBA-Weltmeistertitel im Halbweltergewicht. Pazienza war hier jedoch völlig unterlegen, lag bei allen drei Punktrichtern hoffnungslos zurück, war durch Schwellungen und Cuts stark im Gesicht gezeichnet und wurde schließlich in Runde 11 disqualifiziert als er versuchte, Garza aufzuheben und aus dem Ring zu werfen.
Nach einem Wechsel der Gewichtsklasse, wurde er am 2. Juli 1991 durch einstimmigen Punktesieg über Ron Amundsen (20-4), US-amerikanischer Meister im Halbmittelgewicht. Am 1. Oktober 1991 besiegte er den in 30 Profikämpfen ungeschlagenen, französischen Titelträger Gilbert Delé durch technischen K. o. in Runde 12 und erhielt so dessen WBA-Weltmeistertitel im Halbmittelgewicht.
Aufgrund eines schweren Verkehrsunfalles, bei dem er einen Genickbruch erlitt, musste er seinen WBA-Titel jedoch wieder niederlegen da er ihn nicht hätte verteidigen können. Pazienza lag mit spezieller Halskrause mehr als drei Monate im Krankenhaus, während Ärzte ihm davon abrieten weiter zu boxen.
Pazienza kehrte jedoch in den Ring zurück und schlug die beiden Spitzenboxer Luis Santana (späterer WBC-Weltmeister) und Lloyd Honeyghan (ehemaliger WBA-, WBC- und IBF-Weltmeister), ehe er ins Supermittelgewicht aufstieg und durch K.-o.-Sieg über Dan Sherry, am 28. Dezember 1993 den IBO-Titel gewann. Am 14. Januar 1995 besiegte er Boxlegende Roberto Durán (92-9) durch einstimmigen Punktesieg und gewann dadurch zusätzlich den IBC-Titel, den er im Rückkampf gegen Durán erfolgreich verteidigte.
Am 24. Juni 1995 kam es zum Aufeinandertreffen mit dem ungeschlagenen IBF-Weltmeister Roy Jones junior (28-0). Der Kampf wurde in hohem Tempo und mit zahlreichen spektakulären Aktionen geführt, wobei Jones den Kampf jedoch deutlich dominierte. Bereits in der 6. Runde ging Pazienza dreimal zu Boden und verlor schließlich nach einer Schlagattacke von Jones durch technischen Knockout.
In seinem nächsten Kampf am 23. August 1996, besiegte er den ungeschlagenen Dana Rosenblatt (28-0) durch technischen K. o. in der vierten Runde und gewann damit den Titel der WBU. Bis zu seinem Karriereende im Jahr 2004, konnte er noch zahlreiche namhafte Boxer besiegen, wie etwa Arthur Allen (23-4), Joseph Kiwanuka (26-3), Estéban Cervantes (21-2) und den zweifachen WM-Herausforderer Tocker Pudwill (39-5). Zwei weitere WM-Chancen dieser Zeit verlor er; So musste er sich beim Kampf um den IBO-Titel Dana Rosenblatt geschlagen geben, beim Kampf um den WBC-Titel verlor er nach Punkten gegen Éric Lucas (34-4).

## Sonstiges
Pazienza stand als Profiboxer insgesamt 460 Runden im Ring und bestritt 59 seiner 60 Kämpfe in den Vereinigten Staaten. Lediglich einen einzigen Profikampf absolvierte er außerhalb der USA, jenen am 6. Dezember 1997 in London gegen Herol Graham, den er nach Punkten verlor. Besonders auffällig war seine Gewichtszunahme im Laufe seiner Karriere; So kämpfte er zu Beginn im Leichtgewicht und stieg innerhalb seines Werdeganges bis ins Supermittelgewicht auf, ein Sprung von immerhin fünf Gewichtsklassen. 1987 wurde mit 134,5 Pfund (ca. 61 kg) sein niedrigstes Kampfgewicht gemessen, im Jahr 2001 brachte er mit 171 Pfund (ca. 77,6 kg) sein höchstes Kampfgewicht auf die Waage.
Der Rapper und Texter der Gruppe Jedi Mind Tricks, Vincenzo Luvinieri, änderte in Anlehnung an Vinny Paz seinen Künstlernamen in Vinnie Paz. Zudem hatte er TV-Auftritte als Sicherheitsmann in der Jerry Springer Show, als Schauspieler in der 5. Episode der Fernsehserie Police Academy und als Schiedsrichter bei WrestleMania XV.
2002 wurde er in die National Italian American Sports Hall of Fame und 2011 in die Connecticut Boxing Hall of Fame aufgenommen.